# قشلاق باباش علیا
قشلاق باباش علیا یک روستا در ایران است که در استان اردبیل واقع شده‌است. قشلاق باباش علیا ۱۰۸ نفر جمعیت دارد.